# Trichosia subnuda
Trichosia subnuda är en tvåvingeart som beskrevs av Edwards 1933. Trichosia subnuda ingår i släktet Trichosia och familjen sorgmyggor. Inga underarter finns listade i Catalogue of Life.